# Vluchtnummer

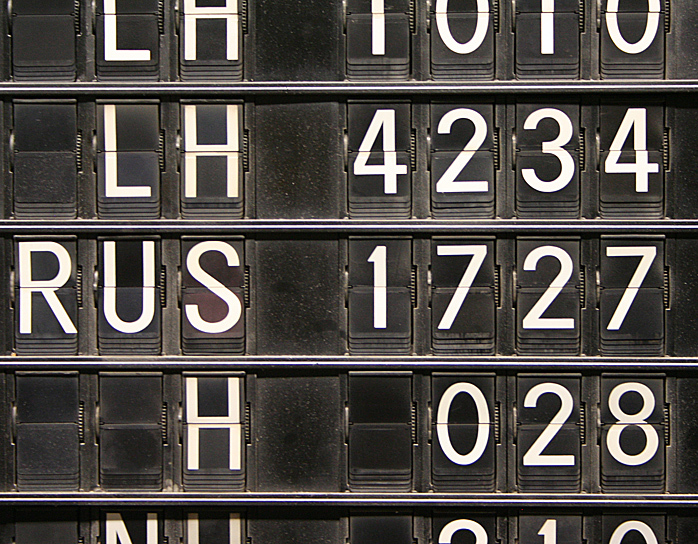
Verschillende vluchtnummers op de vertrekborden van luchthaven Frankfurt am Main

Een vluchtnummer is de IATA-code van de luchtvaartmaatschappij gevolgd door een nummer. Samen met de datum wordt hiermee een specifieke vlucht geïdentificeerd. Het vluchtnummer staat prominent op de instapkaart vermeld. Op de luchthaven verschijnt dit nummer ook samen met de bestemming op de monitoren/vertrekborden, zodat reizigers weten bij welke balie ze moeten inchecken en naar welke gate ze moeten gaan.  Bij aankomst weten reizigers hierdoor bij welke band ze hun bagage moeten ophalen.
Een voorbeeld van een vluchtnummer is KL1774. De eerste 2 letters zijn de IATA-code van de maatschappij waarvoor het toestel vliegt, in dit geval KLM. Omdat een vluchtnummer voor een datum uniek is, kan men hiermee inchecken bij de gate. Bij de incheckbalie in de vertrekhal wordt alle bagage voorzien van een label waarop het vluchtnummer en de bestemming door middel van de IATA-luchthavencode, een drielettercode, worden afgedrukt.

## Conventies
Er bestaan diverse conventies voor het vaststellen van het numerieke deel van het vluchtnummer, en die kunnen per luchtvaartmaatschappij verschillen. Van oorsprong werden even nummers toegekend aan vluchten richting het noorden en oosten, en werden oneven nummers aan de zuid- en westwaartse vluchten toegewezen. Andere maatschappijen gebruiken oneven nummers voor uitgaande vluchten vanaf de thuisbasis, en even nummers voor de inkomende (of terugkerende) vluchten.
Door internationale regelgeving en technische systemen bestaat het numerieke deel van het vluchtnummer uit maximaal 4 cijfers. Kort-cijferige vluchtnummers (minder dan 3 cijfers) worden doorgaans gebruikt voor lange en/of internationale vluchten, terwijl 4-cijferige nummers (tot en met 4999) meestal aan regionale vluchten worden toegekend. Vluchtnummers boven de 5000 zijn gebruikelijk voor "code sharing".

## Vluchtnummerwijzigingen
Door het samengaan van vele luchtvaartmaatschappijen, hebben sommige maatschappijen het noodzakelijk gezien om af te wijken van bestaande vluchtnummerconventies. Het groot aantal vluchten per dag dat één overblijvende of groeiende maatschappij diende te coderen kon de maximale beschikbare hoeveelheid nummers uitputten. Sommige maatschappijen zijn ertoe overgegaan om één en hetzelfde nummer toe te kennen aan een vertrekkende en de bijbehorende terugkerende vlucht.
Wanneer een vlucht crasht of verongelukt, wordt het bijbehorende vluchtnummer vaak buiten gebruik gesteld door de luchtvaartmaatschappij en niet meer in de dienstregeling opgenomen, omdat het vluchtnummer dan synoniem geworden is voor de rampvlucht. Zo is bijvoorbeeld de noodlottige Germanwings vlucht 9525 (Düsseldorf – Barcelona v.v) in 2015 omgenummerd naar vluchtnummers 9440/9441.